# Nicolás Castro
Nicolás Castro (Rafaela, 1 november 2000) is een Argentijns voetballer die uitkomt voor Elche CF.

## Carrière

### Newell's Old Boys
Castro ruilde de jeugdopleiding van Club Atlético 9 de Julio in 2016 voor die van Newell's Old Boys. In januari 2019 ondertekende hij zijn eerste profcontract bij laatstgenoemde club. Op 25 november 2019 maakte hij zijn officiële debuut voor de club: in de competitiewedstrijd tegen AA Argentinos Juniors (1-0-verlies) liet trainer Frank Kudelka hem in de 84e minuut invallen voor Ángelo Gabrielli.

### KRC Genk
In juli 2022 ondertekende hij een vijfjarig contract bij de Belgische eersteklasser KRC Genk. Genk betaalde 3,2 miljoen euro  voor hem, een bedrag dat met bonussen nog kan oplopen tot 3,65 miljoen euro. Op 31 juli 2022 maakte Castro zijn officiële debuut voor Genk: op de tweede competitiespeeldag liet trainer Wouter Vrancken hem thuis tegen Standard Luik op het uur, toen de 3-1-eindscore al even vastlag, invallen voor Bilal El Khannous.

### Elche CF
In augustus 2023 maakte het Spaanse Elche CF bekend dat het Castro voor één seizoen huurde met een optie tot aankoop. Hij maakte zijn debuut op 12 augustus 2023 in een met 0–1 verloren wedstrijd tegen Racing de Ferrol. Twee weken later scoorde hij zijn eerste doelpunt voor Elche in een thuiswedstrijd tegen Racing de Santander, die eindigde in een 1–1 gelijkspel. Nog voor het einde van het seizoen 2023/24, waarin Castro zich tot vaste basisspeler ontwikkelde, besloot Elche CF de aankoopoptie van ruim 3 miljoen euro te lichten.